# Земља у пламену
Земља у пламену (енгл. The Burning Land) је историјски роман британског писца Бернарда Корнвела, први пут објављен 2009. године, који представља пето остварење у серијалу Саксонске приче. Прича прати Утреда од Бебанбурга, који, након што убије једног свештеника, раскида заклетву дату краљу Алфреду од Весекса и одлази на север.
Књигу је у Србији објавила издавачка кућа Отворена књига 2012. године, у преводу Драгана Стијеље Јовановића.

## Радња
Године 892. Утред од Бебанбурга је најзначајнији војсковођа Весекса, краљевства Алфреда Великог, који, слабог здравља и свестан да му се ближи крај, притиска Утреда да положи заклетву његовом сину и наследнику, Едварду. Утред то одбија, јер би га заклетва омела у намери да поврати породични замак Бебанбург у Нортамбрији, који му је, након очеве смрти, преотео стриц Елфрик.
Као војни управник Лондона, Утред дели власт са бискупом Еркенвалдом, кога не воли, али га поштује. Весексу прете две данске војске које се искрцавају у Кенту. Утред предаје Алфредов мито јарлу Хестену, предводнику мање војске, како би га приморао да се повуче и фокусирао се на опаснијег непријатеља, јарла Харалда Крвавокосог. Иако се противи давању мита, знајући да је Хестен непоуздан, Утред ипак извршава наређење. Док путује да се састане са Алфредом, Утред заробљава Скаде, Харалдову жену и наводну чаробницу. Харалд долази, водећи заробљене Саксонке, и прети да ће их све убити ако му Скаде не буде враћена. Када почне да убија заробљенице пред Утредовим очима, Утред је пушта, а Скаде га проклиње док бежи са Харалдом.
Утред смишља план да намами Харалда у заседу, што му полази за руком. Утред и Алфредови људи разбијају Харалдову војску и поново заробљавају Скаде. Харалд је тешко рањен, али бежи на острво Торнеј са неколико следбеника. Природна одбрана острва и палисада коју је изградио обезбеђују му сигурност, али је тамо заробљен.
Утред је сломљен вешћу да је његова вољена жена Гизела умрла током порођаја заједно са новорођенчетом. Када се Утред и Скаде врате у Лондон, свештеник Годвин осуђује Гизелу, називајући је „ђавољом курвом” и тврдећи да се вратила као Скаде. Утред га у бесу удара и ненамерно убија. Алфред наређује Утреду да плати огромну новчану казну и положи заклетву Едварду. Такође узима Утредову децу као таоце и даје их на старање Етелфлед, својој ћерки и жени Етелреда, елдормана од Мерсије. Бесан, Утред раскида заклетву Алфреду и одлази са Скаде у Данхолм у Нортамбрији, тврђаву његовог старог пријатеља Рагнара, данског војсковође. Утред верује да ће Етелфлед заштитити његову децу.
Утреду је потребан новац за регрутовање људи да нападне Бебанбург. Скаде тврди да њен омражени муж, фризијски пират Скирнир, има велико благо, па Утред одлази у Фризију. Током путовања он и Скаде постају љубавници. Након што победи и убије Скирнира, Утред је разочаран јер благо није онолико велико колико је Скаде описала. Када Скаде затражи половину као свој део, Утред је одбија, чиме му она постаје непријатељ.
Рагнар и двојица моћних нортамбријских јарлова, Кнут и Сигрид, планирају напад на Весекс. Током састанка, неочекивано се појављује Хестен и нуди да прво нападне Мерсију, како би одвратио Алфредову војску. Скаде потом одлази са Хестеном. Утредов пријатељ, Велшанин отац Пирлиг, подсећа га да је дао заклетву Етелфледи и да „заклетве дате из љубави не могу бити прекршене”.
Етелред, Етелфледин муж, жели да се разведе од ње како би се ослободио Алфредове доминације над Мерсијом. Он наређује лорду Елдхелму да је силује, како би могао да је оптужи за прељубу и добије разлог за развод. Утред убија Елдхелма и поново се налази са својом децом и Етелфлед. Он и Етелфлед одлазе на Етелредов савет, на изненађење њега и окупљених лордова Мерсије. Утред покушава да убеди мерсијске лордове да усвоје његов ратни план, али само Елфволд доводи своје људе. Утред сазнаје да је Алфред саветовао Етелфлед да искористи заклетву коју му је дао да би га вратила. На крају, Степа, Алфредов човек и Утредов пријатељ, доводи војску од 1.200 војника, заједно са Едвардом.
Са овим појачањем, Утред напада два Хестенова утврђења у Бимфлиоту. Иако Хестен није тамо, Утред наилази на већу данску војску и несмотрено је напада. Опкољеног, спашава га Стапа са Алфредовим војницима. Данци се повлаче у слабије утврђење, а Утредови људи улазе унутра и заузимају га. Друго утврђење је знатно јаче, али Утред га заузима тако што убацује кошнице унутар зидина како би омео браниоце у кључном тренутку.
У дворани, Утред проналази Скаде и благо. Харалд, осакаћен и жељан освете због Скадиног издајства са Хестеном, појављује се, грли је и убија, а затим тражи од Утреда да га убије. Утред то чини, а потом се састаје са Едвардом, који му каже да му његова заклетва није потребна док год је Етелфлед има. Утред и Етелфлед потом исповљавају из Бимфлиота.

## Ликови
- Утред од Бебанбурга − протагониста и приповедач
- Гизела − Утредова супруга
- Утред Утредсон − Утредов старији син
- Стиора − Утредова ћерка
- Осберт − Утредов млађи син
- Алфред Велики − краљ Весекса
- Елсвит − Алфредова супруга
- Етелфлед − Алфредова ћерка и Етелредова супруга
- Етелред − ерлдорман од Мерсије и Алфредов зет
- Едвард Етелинг − Алфредов син и престолонаследник
- Степа Снотор − саксонски ратник и Утредов пријатељ
- Отац Пирлиг − велшки свештеник и ратник и Утредов пријатељ
- Сихтрик − Утредов војник
- Отац Беока − Алфредов свештеник и Утредов породични пријатељ
- Отац Вилибалд − саксонски свештеник и Утредов пријатељ
- Асер − велшки бискуп, Алфредов саветник и Утредов непријатељ
- Осферт − Алфредов ванбрачни син и Утредов војник
- Рала − Утредов господар бродова
- Финан Хитри − ирски капетан Утредов трупа
- Рајпере − млади Саксонац и Утредов војник
- Јарл Хестен − дански војсковођа који је раније прекршио заклетву дату Утреду, иако му је Утред једном спасао живот
- Сердик − Утредов војник
- Еркенвалд − лондонски бискуп
- Рагнар Рагнарсон − дански војсковођа, син ерла Рагнара, Утредов похрањени брат и близак пријатељ
- Брида − Рагнарова жена из Источне Англије
- Харалд Крвавокоси − дански јарл, Скадин љубавник и Алфредов непријатељ
- Скаде − Скирнирова жена, Харалдова и једно време Утредова љубавница
- Офа − Саксонац, некадашњи свештеник, сада наизглед забављач са дресираним псима, али у стварности преносилац информација
- Елфрик од Бебанбурга − Утредов стриц и господар Бебанбурга
- Скирнир − Скадин муж и фризијски пират
- Брат Годвин − слепи монах, одан бискупу Асеру, за кога се тврди да директно разговара с Богом
- Елдхелм − мерсијски лорд, потчињен Етелреду
- Константин − принц Албе (Шкотске), син краља Доналда II